# Hiperonim
Hiperonim (gr. hypér, nad, i ónoma, imię), wyraz nadrzędny, określenie nadrzędne – wyraz, którego znaczenie jest szersze i nadrzędne w stosunku do znaczenia innego wyrazu. Hiperonimia zachodzi między wyrazem o treści bardzo ogólnej i zakresie szerszym a wyrazem o treści bardziej szczegółowej i węższym zakresie, tzn. polega na stosunku: nadrzędność – podrzędność. Przeciwieństwem hiperonimii jest hiponimia. 
Przykładowo słowo „ptak” jest hiperonimem dla słowa „wróbel”, a słowo „samochód” jest hiperonimem słów „sedan” i „kabriolet”. Hiperonimia stanowi jeden z rodzajów synonimii leksykalnej.